# Sangarrén
Sangarrén – gmina w Hiszpanii, w prowincji Huesca, w Aragonii, o powierzchni 32,22 km². W 2011 roku gmina liczyła 227 mieszkańców.